# Ramel
Ramel är en uradlig släkt från Pommern som i Sverige har friherrlig värdighet. Ätten introducerades på Riddarhuset 1664 och blev friherrlig 1770.

## Historia
I Gabriel Anreps ättartavlor uppges att ätten skulle ha inkommit till Stettin på 1100-talet, och att den finns belagd som pommersk adel från 1600-talet. Ätten, som har ett ursprung från Markgrevskapet Brandenburg i Tyskland, har inte kunnat kopplas till ätten Ramel från Hertigdömet Braunschweig-Lüneburg, vilken mellan 1190 och 1378 var framstående i Mecklenburg, men räknas likväl till en av Pommerns äldsta uradliga ätter, omnämnd första gången 1256 när änkan till Herbert Romele, herre till Lassan i Mecklenburg-Vorpommern, bytte byn Bansin vid Kloster Grobe i Usedom  i Usedom mot en klosterby i Lassan.
Hans son Johannes von Ramel var herre till Lassan, och från hans två döttrar och fyra söner spred sig ätten även till Hinterpommern och delade sig senare i två linjer; Wusterwitz och Nemitz-Weitenhagen.
Från linjen Wusterwitz ärvde flera titeln marskalkar av biskopsdömet Cammin och upphöjdes av kurfursten Fredrik Vilhelm I av Brandenburg till Erbküchenmeisters von Hinterpommern, en titel de innehade fram till 1773.
Den siste medlemmen av ätten i Pommern var lantrådet Caspar Friedrich von Ramel (1727–1795).

## Svenska ätten Ramel
Från Pommern ska ätten ha flyttat till Danmark för att sedan inkomma till Sverige när Skåne införlivades med svenska riket. Som stamfader för ätten uppger Anrep Henrik Ramel till Wünsterwitz som levde ungefär på 1400-talet, medan Riddarhuset härleder hans ursprung till riddaren Johannes Ramel (1265–1304) till Lassan.
Vapen: Hans förra urgamla adeliga stamvapen med följande förbättring: En midt itu fördeld skjöld, hvars öfra fäldt är rödt och innehåller en femb uddig stjerna af guld, nedra fälltet är belagt med blå och silfver schack rutor, fyra hvarf i högden och sex på bredden.
Från Pommern inkom ätten till Danmark med Henrik Ramel, sonsons son till hans namne ovan, år 1581 där han slutligen blev riksråd, samt naturaliserades som dansk adelsman varpå han förlänades Bäckaskog i Skåne. Hans hustru var Elsa Brahe, dotter till danska riksrådet Henrik Jensen Brahe och Lena Tott. De fick en son, riddaren och danska riksrådet Henrik Ramel till Bäckaskog (1601–1653) vilken i sitt andra äktenskap, med riddar- och riksrådsdottern Margareta Skeel, fick två söner, Ove och Hans Ramel vilka båda naturaliserades som svenska adelsmän när Skåne tillföll Sverige. Ätten introducerades på nummer 24 i dåvarande riddarklassen.
Den förre av bröderna, Ove Ramel till Bäckaskog och Ugerup, fick bara döttrar och ätten fortlevde på svärdssidan med den yngre brodern, lagmannen i Skåne Hans Ramel till Maltesholm, Löberöd, Widerup, Eriksholm och Borreby. Han var gift med Viveca Lindenow till Klågerup och Borreby och fick flera barn, av vilka ätten fortlevde på svärdssidan med endast en son, Malte Ramel, som i sitt äktenskap med Hedvig Sophia Skytte af Sätra, vars mor tillhörde ätten Horn af Marienborg, fick en son, översten Hans Ramel, som år 1771 upphöjdes till friherre och introducerades på nummer 295 varigenom den adliga ätten blev utgången.

## Friherrliga ätten Ramel
Hans Ramel upphöjdes 1771 till friherre och introducerades på nummer 295. Hans Ramel var gift med grevinnan Amalia Beata Lewenhaupt vars mor var en Cronhjelm af Hakunge. Parets äldste son, Malte Ramel, var riksråd.
Ätten fortlevde med Malte Ramels yngste bror kaptenen Otto Ramel, med barn från dennes äktenskap med friherrinnan Viveca Sture vars mor var en Bonde af Björnö. Viveca Stures farmors mor var Christina Törnflycht och farmors far Carl Piper.
En del av ätten är ingift med en tysk fursteätt. Louise Ramel, vars barnbarn gifte sig med Wilhelm Bergström, var dotter till Otto Ramel. Bergströms farmor, Emma Gräfin von Hessen-Kassel-Hanau var en del av huset Brabant som höll titeln lantgreve av Hessen-Kassel. 
Ätten innehar bland annat fideikommisset Övedskloster i Skåne.

## Personer med efternamnet Ramel

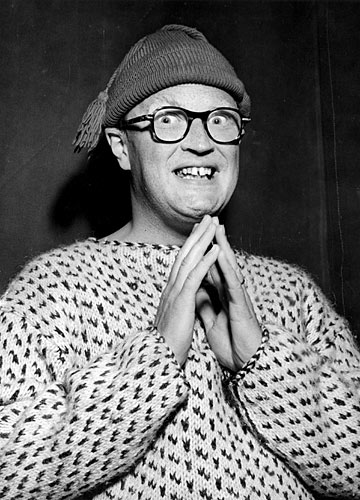
Povel Ramel

### Alfabetiskt ordnade
- Antonia Ramel (född 1985), dressyrryttare
- Bror Ramel (1900–1967), militär
- Charles Émile Ramel (1750–1826), hovman och konstvän
- Charles Emil Ramel (1851–1920), diplomat
- Charlotte Ramel (född 1959), illustratör
- Claes Ramel (1925–2013), genetiker
- Fredrik Ramel (1872–1947), ämbetsman, utrikesminister
- Hans Ramel (1724–1799), militär och godsägare
- Hans Ramel (1867–1957), godsägare, hovjägmästare, överhovstallmästare och politiker
- Hans Ramel (1903–1976), jurist
- Henrik Ramel (1915–1989), diplomat
- Jacqueline Ramel (född 1964), skådespelare och regissör
- Jonatan Ramel (född 1986), regissör och skådespelare
- Juliette Ramel (född 1987), dressyrryttare
- Lotta Ramel (född 1957), skådespelare och regissör
- Malte Ramel (1684–1752), godsägare
- Malte Ramel (1747–1824), hovkansler, riksråd och ledamot av Svenska Akademien
- Malte Ramel (1866–1933), godsägare
- Mikael Ramel (född 1949), gitarrist och sångare
- Mikaela Ramel (född 1971), skådespelare och teaterregissör
- Otto Ramel (1833–1900), ryttmästare och politiker
- Otto Ramel (1872–1961), överste
- Otto Ramel (1896–1983), kapten och hovman
- Ove Ramel (1887–1980), diplomat
- Povel Ramel (1922–2007), författare, kompositör, sångare, revyartist och komiker
- Sten Ramel (1921–1998), arkitekt, fotograf och tecknare
- Stig Ramel (1927–1996), ämbetsman, VD för Nobelstiftelsen, affärsman och författare
- Susanna Ramel (1920–2020), skådespelare, sångare och rörelseterapeut